# Béning-lès-Saint-Avold
Béning-lès-Saint-Avold è un comune francese di 1 260 abitanti situato nel dipartimento della Mosella, nella regione del Grand Est.

## Società

### Evoluzione demografica
Abitanti censiti